# ポール・フーバー (野球)
ポール・チェスター・フーバー（Paul Chester Hoover, 1976年4月14日 - ）は、アメリカ合衆国オハイオ州コロンバス出身の元プロ野球選手（捕手）、野球指導者。右投右打。現在は、MLBのカンザスシティ・ロイヤルズのベンチコーチを務める。

## 経歴

### プロ入り前
1994年のMLBドラフト64巡目（全体1574位）でヒューストン・アストロズから指名されたが、この時は契約せずにケント州立大学へ進学した。

### 現役時代
1997年のMLBドラフト23巡目（全体714位）でタンパベイ・デビルレイズ（2008年よりデビルレイズ→レイズへと改称）から指名され、プロ入り。2001年9月8日にメジャーデビューし、メジャーでは3球団を渡り歩いた。ボストン・レッドソックスとマイナー契約（故障のためプレーはせず）の2011年を最後に引退した。

### 引退後
引退後は2012年にレイズ傘下のルーキー級ガルフ・コーストリーグ・レイズの監督、2013年からは巡回捕手コーディネイターを歴任した。
2019年から4年間はレイズのフィールドコーディネイターを務めた。
2023年シーズンからはカンザスシティ・ロイヤルズのベンチコーチを務める。

## 詳細情報

### 背番号
- 15（2001年 - 2002年、2006年）
- 13（2007年 - 2008年）
- 24（2009年 - 2010年、2020年 - 2022年）
- 25（2019年）
- 26（2023年 - ）